# التوسع الألماني الشرقي

يشير التوسع الألماني الشرقي (Ostsiedlung) (تُلفظ بالألمانية: [ˈɔstˌzi:dlʊŋ]، -أو الاستيطان في الشرق) ويسمى أيضًا بـالتوسع الألماني ناحية الشرق- إلى هجرة الألمان واستيطانهم ناحية الشرق في العصور الوسطى بدءًا مما يعرف اليوم بغرب ألمانيا ووسطها وصولاً إلى المناطق والدول الأقل سكانًا في أوروبا الوسطى وأوروبا الشرقية ناحية الشرق. وامتدت المنطقة المتأثرة تقريبًا من سلوفينيا حتى استونيا وشرقًا إلى ترانسيلفانيا. جاء التوسع الألماني الشرقي جزئيًا بعد التوسع الإقليمي لـالإمبراطورية الرومانية المقدسة والنظام التوتوني.
لا يشير مصطلح «الاستعمار الألماني» في كثير من الأحيان إلى الهجرة الحقيقية للألمان وفقًا لجيدليكي (Jedlicki) (عام 1950م)، ولكنه بالأحرى يشير إلى الهجرة الداخلية للسكان الأصليين (البولنديين والمجريين وغيره) من الريف إلى المدن، حيث سُنت بعد ذلك قوانين على شاكلة مدن ماغديبورج (Magdeburg) ولوبيك (Lubeck). بالغ المؤرخون الألمان في القرن التاسع عشر الميلادي والقرن العشرين الميلادي في كثير من الأحيان في أهمية سن القانون الألماني والاستيطان في أوروبا الشرقية والوسطى لأسباب سياسية؛ في حين أن تلك الظاهرة زادت من الرفاهية الاقتصادية للبلدان المقصودة، فعلى الأقل تطور بعض منهم بالفعل على الصعيد الاقتصادي والسياسي كما هو الحال في بولندا في العصور الوسطى وبالفعل، استوطن السكان السلاف المحليون في مدنهم الأقوى بكثير مما هو معتقد؛ وقد شاركت العملية برمتها في الأقاليم التي كانت توجد بها الهياكل التنظيمية القوية السلافية.
خضعت المجتمعات الأوروبية الوسطى والشرقية في أوائل العصور الوسطى لتغيرات ثقافية عميقة في إحصائيات السكان والدين والقانون والإدارة والزراعة وأعداد وهياكل الاستيطان، قبل فترة الاستيطان الألماني وأثناءه. وكان هذا التوسع الألماني الشرقي جزءًا من العملية المعروفة باسم الاستعمار الألماني الشرقي («الاستعمار الشرقي») أو Hochmittelalterlicher Landesausbau («توحيد الأراضي في العصور الوسطى الخطيرة»)، على الرغم من استخدام تلك المصطلحات في بعض الأحيان على سبيل الترادف.
اندلعت الصراعات العرقية بين المستوطنين القادمين حديثًا والسكان المحليين، واشتهرت أيضًا بوجود حالات دموية وطرد للسكان الأصليين. تحت التوسع الألماني الشرقي، وقع السكان الأصليون في وقت لاحق تحت طائلة التمييز واستُبعدوا من الإدارة في عديد من الأماكن.
استغل القوميون الألمان التوسع الألماني الشرقي استغلالاً كبيرًا بجانب النازية بغرض الضغط على المطالب الإقليمية الألمانية وإظهار التفوق الألماني المزعوم على الشعوب غير الألمانية الذين رفض الألمان إنجازاتهم الثقافية والحضرية والعلمية ونسبوها لأنفسهم في تلك الحقبة الزمنية.

## كتابات أخرى
- Charles Higounet (1911–1988) "Les allemands en Europe centrale et oriental au moyen age"
  - German translation: "Die deutsche Ostsiedlung im Mittelalter"
  - Japanese translation: "ドイツ植民と東欧世界の形成", 彩流社, by Naoki Miyajima
- Bielfeldt et al., Die Slawen in Deutschland. Ein Handbuch, Hg. Joachim Herrmann, Akademie-Verlag Berlin, 1985